# No, No, Nanette
Pour les articles homonymes, voir No, No, Nanette (homonymie).
No, No, Nanette est une comédie musicale américaine, musique de Vincent Youmans, paroles d'Irving Caesar et d'Otto Harbach, sur un livret d'Otto Harbach et de Frank Mandel, créée en 1925. Elle a été adaptée à plusieurs reprises au cinéma.

## Argument
Le spectacle met en scène trois couples se retrouvant dans un chalet à Atlantic City au cœur d'une histoire de chantage et se focalise sur une jeune et jolie héritière de Manhattan qui délaisse son fiancé le temps d'un week-end, le rendant malheureux. Ses chansons les plus connues sont Tea for Two et I Want to Be Happy (en).

## Historique

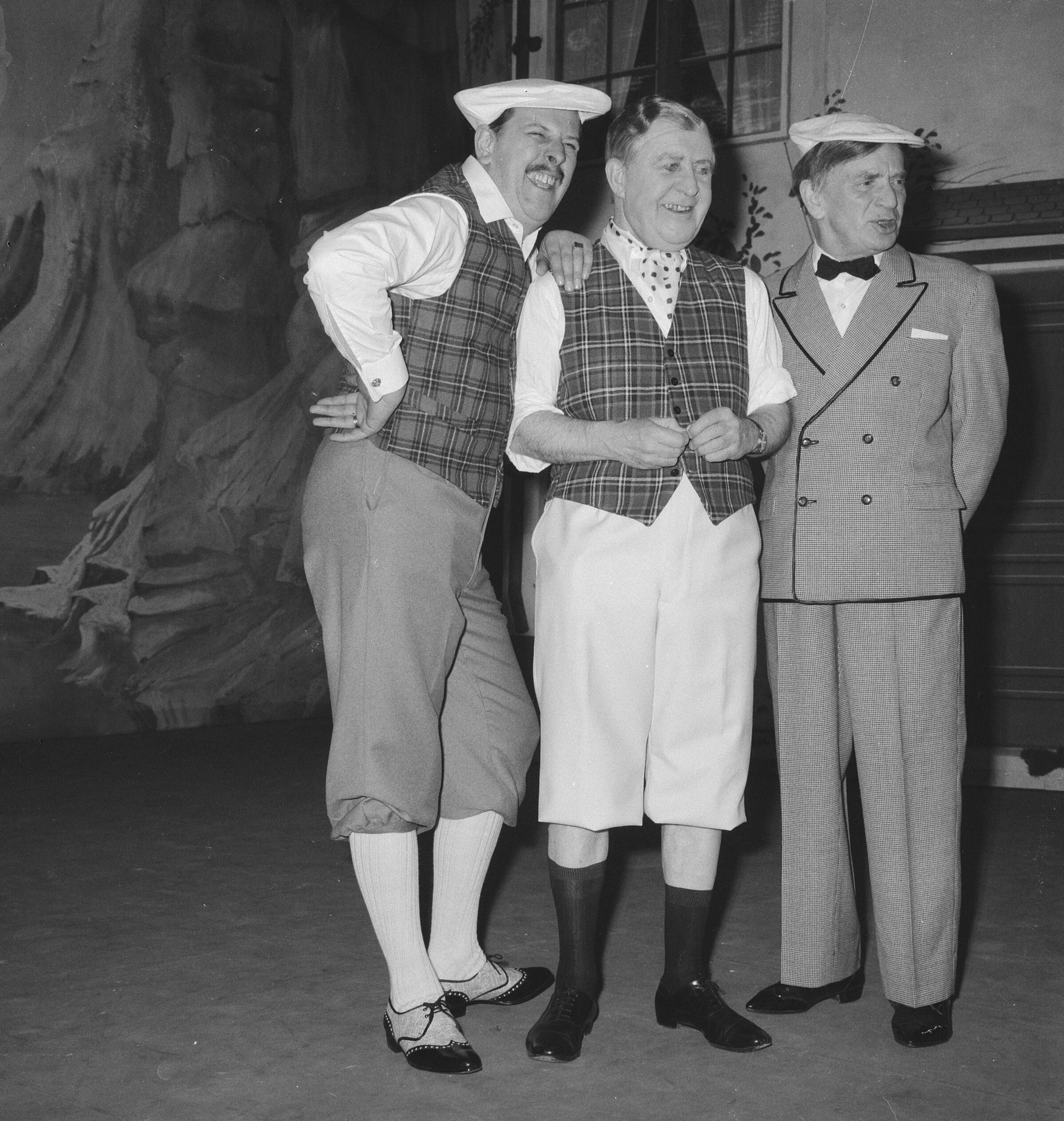
Joop Doderer, Johan Kaart et Sylvain Poons en costumes de scène au théâtre royal Carré (Amsterdam), le 19 février 1965.

No, No, Nanette est adapté de la pièce de théâtre d'Emil Nyitray et Frank Mandel, My Lady Friends, jouée en 1919 à Broadway. La comédie musicale est créée en 1924 à Chicago où elle rencontre un grand succès, se jouant durant un an. En 1925, elle est montée simultanément à Londres, au Palace Theatre dans le West End, et à Broadway au Globe Theatre, totalisant respectivement 665 et 321 représentations,. 
Une nouvelle version est montée en 1971 sous l'impulsion d'Harry Rigby et de Burt Shevelove. Le livret est modifié et adapté par ces derniers, mais toutes les chansons sont conservées intactes. Ce spectacle connaît également un grand succès et est joué 861 fois.

## Fiche technique
- Titre original : No, No, Nanette
- Livret : Otto Harbach et Frank Mandel d'après My Lady Friends d'Emil Nyitray et Frank Mandel ; Burt Shevelove (1971)
- Lyrics : Irving Caesar et Otto Harbach
- Musique : Vincent Youmans
  - Direction musicale : Nicholas Kempner (1925) ; Buster Davis (1971)
  - Arrangements vocaux : Buster Davis (1971)
  - Orchestrations : Ralph Burns,  Luther Henderson (1971)
- Mise en scène : Harry Frazee (1925) ; Busby Berkeley (supervision), Burt Shevelove (1971)
- Décors : P. Dodd Ackerman (1925) ;  Raoul Pène Du Bois (1971)
- Costumes : Corinne Barker (supervision) ; Milgrims, Schneider-Anderson Company, Frances (1925) ; Raoul Pène Du Bois (1971)
- Lumières : Jules Fisher (1971)
- Chorégraphie : Sammy Lee (en) (1925) ; Donald Saddler (1971)
- Production : Harry Frazee (1925) ; Harry Rigby (1971)
- Dates de première représentation : 
  - USA : 1924 (tournée et Chicago) ; 16 septembre 1925 (Globe Theatre, Broadway) ; 19 janvier 1971 (46th Street Theatre, Broadway)
  - Royaume-Uni : 11 mars 1925 (Palace Theatre, Londres)
- Dates de dernière représentation : 
  - USA : 19 juin 1926 (Globe Theatre, Broadway) ; 3 février 1973 (46th Street Theatre, Broadway)
- Nombre de représentations consécutives : 665 (Londres) ; 321 (Broadway, 1925), 861 (reprise Broadway)

## Distribution
Broadway, 1925
- Wellington Cross : Billy Early, avocat
- Josephine Whittell : Lucille Early, sa femme
- Jack Barker : Tom Trainor, neveu de Lucille
- Charles Winninger : Jimmy Smith
- Eleanor Dawn : Sue Smith
- Georgia O'Ramey : Pauline, cuisinière des Smith
- Louise Groody : Nanette, protégée de Sue
- Beatrice Lee : Betty Brown
- Mary Lawlor (en) : Winnie Winslow
- Edna Whistler : Flora Latham
- Marjorie Bailey : Marjorie
- William Bailey : William
- Bonnie Bland : Bonnie
- Veeda Burgett : Mrs. Smythe-Smith
- Ethel Gibson : Ethel
- Jane Hurd : Mrs. Lane-Gardner
- Peggy Johnstone : Mrs. Parker-Lyne
- Douglas Keaton : Douglas
- Ruth Kent : Ruth
- Helen Keyes : Helen
- Jerome Kirkland : Jerome
- Edouard Le Febvre : Edouard
- Stanley Lipton : Stanley
- Lillian MacKenzie : Mrs. Holmes-Gore
- Aline Martin : Mrs. Ormesby-Willard
- Alfred Milano : Alfred
- Beth Milton : Beth
- Lucille Moore : Lucille
- Raymond Moore : Ray
- Edward Nell, Jr. : Edward
- Ellen O'Brien : Mrs. Webster-Wylie
- Adele Ormiston : Mrs. Brown-Maddox
- Hazel Pando : Hazel
- Frank Parker : Frank
- Eleanor Rowe : Mrs. Codman-Russell
- Robert Spencer : Robert
- May Sullivan : Mrs. Whitney-Cabot
- Winifred Verina : Mrs. Townley-Morgan
- Eva Vincent : Eva
- Beatrice Wilson : Beatrice

Broadway, 1971
- Bobby Van : Billy Early
- Helen Gallagher : Lucille Early
- Roger Rathburn : Tom Trainor
- Jack Gilford : Jimmy Smith
- Ruby Keeler : Sue Smith
- Patsy Kelly : Pauline
- Susan Watson : Nanette
- Loni Zoe Ackerman : Betty Brown
- Pat Lysinger : Winnie Winslow
- K. C. Townsend : Flora Latham
- Bob Becker, John Beecher, Joretta Bohannon, Roger Braun, Marcia Brushingham, Kenneth Carr, Jennie Chandler, Kathy Conry, Christine Cox, Kevin Daly, Ed Dixon, Ellen Elias, Mercedes Ellington, Jon Engstrom, Marian Haraldson, Gregg Harlan, Jamie Haskins, Gwen Hillier, Sayra Hummel, Scott Hunter, Dottie Lester, Cheryl Locke, Joanne Lotsko, Mary Ann Niles, Kate O'Brady, Sue Ohman, Jill Owens, Ken Ploss, John Roach, Linda Rose, Ron Schwinn, Sonja Stuart, Monica Tiller, Pat Trott, Phyllis Wallach : amis de Nanette

## Chansons

### Version originale (1925)
Acte I
- Flappers Are We - Pauline, jeunes filles, mariés et célibataires
- Call of the Sea - Billy, jeunes filles et célibataires
- Too Many Rings Around Rosie - Lucille, jeunes filles, mariés et célibataires
- Waiting for You - Nanette et Tom
- I Want to Be Happy - Nanette, Jimmy et Ensemble
- No, No, Nanette - Nanette et célibataires

Acte II
- The Deep Blue Sea - Nanette et Ensemble
- My Doctor - Pauline
- Fight Over Me - Jimmy, Betty, Winnie et jeunes filles
- Tea for Two - Nanette, Tom et Ensemble
- You Can Dance With Any Girl - Lucille, Billy et Ensemble
- I Want to Be Happy (Reprise) - Jimmy, Billy, Flora, Betty et Winnie

Acte III
- Telephone Girlie - Billy, Betty, Winnie, Flora et Ensemble
- Where-Has-My-Hubby-Gone Blues - Lucille, garçons et célibataires
- Pay Day Pauline - Pauline, Jimmy et Billy

### Version révisée (1971)
Acte I
- Only a Moment Ago - Sue et Jimmy
- Too Many Rings Around Rosie – Lucille et garçons
- I've Confessed to the Breeze – Tom et Nanette
- Call of the Sea – Billy
- I Want to Be Happy (and dance) – Jimmy, Nanette et garçons
- No, No, Nanette/Finaletto Act I – Nanette, Tom et chœur

Acte II
- Peach on the Beach (and dance) – Nanette et chœur
- The Three Happies – Flora, Betty et Winnie
- Tea for Two – Tom, Nanette et chœur
- You Can Dance with Any Girl (and dance) – Lucille et Billy
- Finaletto Act II – Compagnie

Acte III
- Telephone Girlie – Billy, Flora, Betty et Winnie
- Where-Has-My-Hubby-Gone Blues – Lucille et garçons
- Waiting for You – Tom et Nanette
- Take a Little One-Step – Sue et  Compagnie
- Finale – Compagnie

## Distinctions

### Récompenses
- Drama Desk Awards 1971 :
  - Meilleure interprétation pour Helen Gallagher
  - Meilleur livret adapté pour Burt Shevelove
  - Meilleure chorégraphie Donald Saddler
  - Meilleurs costumes pour Raoul Pène Du Bois
- Theatre World Awards 1971 pour Roger Rathburn
- Tony Awards 1971 :
  - Meilleure actrice dans une comédie musicale pour Helen Gallagher
  - Meilleur second rôle féminin  dans une comédie musicale pour  Patsy Kelly
  - Meilleurs costumes pour Raoul Pène Du Bois
  - Meilleure chorégraphie pour Donald Saddler

### Nominations
- Tony Awards 1971 : 
  - Meilleur acteur dans une comédie musicale pour Bobby Van
  - Meilleure mise en scène pour une comédie musicale pour Burt Shevelove

## Adaptations françaises
- 29 avril 1926 : création française au théâtre Mogador , adaptation de Roger Ferréol[4] et Robert de Simone, lyrics de Paul Colline et Georges Merry[5] avec Loulou Hégoburu puis Alice Méva (Nanette), Adrien Lamy puis Pierre Meyer (Tom), Gabrielle Ristori puis Marguerite Gilbert (Lucille Early), René Cariel puis Dorval  (Billy Early), Fernande Albany puis Paulette Lorsy (Suzanne Smith), Félix Oudart puis Loché (Jimmy Smith), Jeanne Fusier-Gir (Pauline), Paule Morly (Flora), Renée Devilder (Winnie) et Rachel Dubas (Simone)[6],[7],[8] ; reprise au théâtre des Variétés de Marseille fin 1926[9],[10], puis à Mogador en 1930 et 1935.
- 1938 : reprise au théâtre de la Porte-Saint-Martin avec Loulou Hégoburu et Félix Oudart[11].
- 1946 : reprise au théâtre Mogador avec Joan Daniell (Nanette), Etty Cristal (Tom), Georgette Haye (Lucille), Max Darnol (Billy), Nicole Beryale (Suzanne), Edmond Castel (Jimmy), Frédérique (Pauline), Renée Marc (Flora) et Nicole Claire (Simone)[12].
- 1965 : reprise au théâtre Mogador.

## Adaptations au cinéma
- No, No, Nanette (1930) de Clarence G. Badger, avec Bernice Claire
- No, No, Nanette (1940) de Herbert Wilcox, avec Anna Neagle
- No, No, Nanette (Tea for Two, 1950) de David Butler, avec Doris Day

Plusieurs téléfilms ont également été tournés.